# انفصام (فلم)
انفصام هو فيلم إثارة مغربي صدر سنة 2010، من كتابة وإخراج إبراهيم شكيري، ومن بطولة ربيع القاطي، كليلة بونعيلات، دمنة بونعيلات، عزيز داداس، نجاة الوافي، رفيق بوبكر. تدور أحداث الفيلم حول حادثة اختطاف زوجة رجل أعمال، ومع محاولات الشرطة في إيجادها بمساعدة الزوج، تتكشف حقائق من ماضي علاقة الزوجين تقلب الحقائق.

## القصة
الفيلم تدور أحداثه بمدينة الدار البيضاء بقصة يغلب عليها طابع الابتزاز حول رجل أعمال غني اختفت زوجته في ظروف غامضة فيبدأ رحلة البحث عنها بتعاون مع رجال الشرطة، ليتلقى مكالمة مجهولة من شخص يطلب فدية من أجل إطلاق سراح زوجته، لتتوالى الأحداث ويتبين فيما بعد أن مدبر العملية ليست سوى زوجته رفقة أحد أصدقائها. فكيف ستكون ردة الفعل؟

## طاقم التمثيل
- ربيع القاطي في دور علي
- كليلة بونعيلات في دور نوال
- دمنة بونعيلات في دور أمينة
- عزيز داداس في دور رمضان
- نجاة الوافي في دور خديجة
- رفيق بوبكر في دور كريم
- كريم دونيازال في دور محمود
- أسماء بنزاكور في دور السكرتيرة

## وصلات خارجية
- مقالات تستعمل روابط فنية بلا صلة مع ويكي بيانات